# Seaspan Corporation
Die Seaspan Corporation ist eine Reederei mit Sitz in Majuro. Sie ist (Stand 2023) der größte unabhängige Non-Operating Owner für Containerschiffe.

## Unternehmen
Das Unternehmen ging aus der 1999 als Tochtergesellschaft der Seaspan Marine Corporation gegründeten Seaspan Container Lines hervor, die den Bau von 23 Containerschiffen in Auftrag gab. Nach dem Börsengang des Unternehmens im Jahr 2005 wurde daraus die Seaspan Corporation.
Die Seaspan Corporation ist eine 100-prozentige Tochter des an der New-Yorker Börse gelisteten Finanzunternehmens Atlas Corporation, das wiederum am 28. März 2023 von der Poseidon Acquisition Corporation übernommen wurde, hinter der Tochtergesellschaften von Fairfax Financial, Unternehmen der Washington-Familie (The Washington Companies), David Sokol (Vorstandsvorsitzender von Atlas) und Ocean Network Express (28,7 %) stehen. Nach der Übernahme wird das Unternehmen als Atlas Corporation weitergeführt.
Seaspan betreibt keine eigenen Dienste, sondern tritt am Markt als Anbieter auf, der mit Hilfe von Schiffsfinanzierern neue Schiffe in Auftrag gibt, die bereits vor Fertigstellung in langjährigen Charterverträgen an große Linienreedereien vermietet werden. Die Flotte des Unternehmens umfasst über 130 Containerschiffe mit Stellplatzkapazitäten von 2500 TEU bis über 24.000 TEU. Neben dem rechtlichen Sitz auf den Marshallinseln hat Seaspan seinen operativen Hauptsitz in Vancouver und Niederlassungen in Hongkong und Mumbai. Es werden über 5000 Arbeitnehmer an Land und auf den Schiffen beschäftigt.